# Claudia Ferreira
Claudia Ferreira (* 3. Oktober 1998) ist eine portugiesische Leichtathletin, die sich auf den Speerwurf spezialisiert hat.

## Sportliche Laufbahn
Erstmals international in Erscheinung trat Claudia Ferreira 2016 bei den U20-Weltmeisterschaften in Bydgoszcz, bei denen sie mit einer Weite von 48,09 m in der Qualifikation ausschied. Im Jahr darauf nahm sie an den U20-Europameisterschaften in Grosseto teil, gelangte aber auch dort mit 47,33 m nicht bis in das Finale. 2019 erreichte sie bei den Europaspielen in Minsk mit 52,34 m Rang 19 und anschließend wurde sie bei den U23-Europameisterschaften in Gävle mit 51,27 m Sechste. 2022 belegte sie bei den Ibero-Amerikanischen Meisterschaften in La Nucia mit 51,66 m den neunten Platz und im Jahr darauf wurde sie bei der 1. Liga der Team-Europameisterschaft im Rahmen der Europaspiele in Chorzów mit 55,82 m Sechste. 2024 belegte sie bei den Ibero-Amerikanischen Meisterschaften in Cuiabá mit 53,35 m den sechsten Platz.
In den Jahren 2016 und von 2019 bis 2023 wurde Ferreira portugiesische Meisterin im Speerwurf.